# Concord (Michigan)
Concord é uma vila localizada no estado americano de Michigan, no Condado de Jackson.

## Demografia
Segundo o censo americano de 2000, a sua população era de 1101 habitantes.
Em 2006, foi estimada uma população de 1108, um aumento de 7 (0.6%).

## Geografia
De acordo com o United States Census Bureau tem uma área de
4,1 km², dos quais 3,8 km² cobertos por terra e 0,3 km² cobertos por água.

## Localidades na vizinhança
O diagrama seguinte representa as localidades num raio de 16 km ao redor de Concord.